# Ferenbalm
Ferenbalm (fr. La Baumette) – gmina (niem. Einwohnergemeinde) w Szwajcarii, w kantonie Berno, w regionie administracyjnym Bern-Mittelland, w okręgu Bern-Mittelland.
Gmina po raz pierwszy została wspomniana w dokumentach w 1123 roku jako villa de Balmis. Od XVI wieku gmina nazywała się Feren-Balm.

## Demografia
W Ferenbalm mieszka 1 214 osób. W 2020 roku 7,8% populacji gminy stanowiły osoby urodzone poza Szwajcarią.
W 2000 roku 95,7% populacji mówiło w języku niemieckim, 1,0% w języku francuskim, a 1% w języku włoskim. Jedna osoba zadeklarowała znajomość języka romansz.

Zmiany w liczbie ludności są przedstawione na poniższym wykresie:

## Transport
Przez teren gminy przebiegają drogi główne nr 1 oraz nr 10.